# Đại Lộc (xã)
Đại Lộc là một xã thuộc huyện Hậu Lộc, tỉnh Thanh Hóa, Việt Nam.

## Diện tích và dân số
Xã Đại Lộc có diện tích 5,71 km².
Dân số của xã Đại Lộc:
- Theo Tổng điều tra dân số năm 1999: 4.837 người[1].
- Theo Tổng điều tra dân số năm 2009: 4.549 người với 1.227 hộ gia đình, gồm 2.233 nam và 2.316 nữ[2].

## Địa giới hành chính
Xã Đại Lộc nằm ở phía tây bắc của huyện Hậu Lộc, thuộc hữu ngạn sông Lèn.
- Phía đông giáp xã Thành Lộc, huyện Hậu Lộc;
- Phía nam giáp các xã Tiến Lộc và Triệu Lộc, huyện Hậu Lộc;
- Phía tây giáp xã Triệu Lộc, huyện Hậu Lộc;
- Phía bắc giáp xã Hà Ngọc, thị trấn Hà Trung, huyện Hà Trung và xã Đồng Lộc, huyện Hậu Lộc.

Từ xa xưa trên địa bàn xã này có tuyến kênh Nhà Lê nối từ  kinh đô Hoa Lư đến Đèo Ngang đi qua, là tuyến đường thủy đầu tiên trong lịch sử Việt Nam và được coi là tuyến đường Hồ Chí Minh trên sông vì những đóng góp cho các cuộc chiến tranh của người Việt (hiện là một đoạn của sông Lèn theo tên gọi địa phương).

## Hành chính
Xã Đại Lộc được chia thành 4 thôn: Ngọc Trì, Phú Lý, Đại Sơn, Y Ngô. Thôn Đại Sơn được xáp nhập bởi thôn Phú Ngọc và thôn Tân Thành.

## Giao thông
- Quốc lộ 1 chạy qua xã.